# Belisana ranong
Belisana ranong is een spinnensoort uit de familie trilspinnen (Pholcidae). De soort komt voor in Thailand. 